# Timo Somers
Timo Somers (Drunen, Países Bajos, 15 de diciembre de 1991) es un guitarrista neerlandés. Es conocido como guitarrista de la banda de metal sinfónico Delain y de Vengeance.

## Carrera musical
Somers inició tocando la guitarra a los doce años. A los diecisiete años ya había escrito y producido sus propias canciones y se abrió paso en la música como guitarrista en la agrupación de heavy metal Vengeance, donde su padre Jan Somers ya era guitarrista. Para el año 2010, Timo comienza a estudiar en la Rock Academy en Tilburgo, pero después de un año se vio obligado a detenerse, porque fue nombrado guitarrista de la banda de metal sinfónico Delain. Meses después, en enero del año 2011, su padre fallece por infarto cardiaco, y como homenaje grabó las canciones "Crystal Eye" y "Promise Me" con Vengeance para el álbum "Crystal Eye". En 2012 se convirtió en miembro permanente de Vengeance, que combinó con sus otros proyectos. Junto a Delain, además de ser uno de los guitarristas, proporciona las voces secundarias y guturales junto a Otto Schimmelpenninck van der Oije.
El 15 de febrero de 2021 el fundador de la banda Delain, Martijn Westerholt, comunica que el proyecto continuará solamente él, por lo que Timo, Charlotte, Otto y Joey dejaron la banda. 
Ahora Somers  forma parte de Vengeance, una banda tributo a Gary Moore, su propia banda Tri-Head, The Timo Somers Band, Zylver y la banda Hardt, de la que también es cantante.
En 2022, Somers forma parte del lineup del segundo disco del compositor de heavy metal Adrian Benegas previsto para el 2023, el cual contará con 11 canciones con Timo Somers en guitarras, Ronnie Romero en voces, el baterista Michael Ehré (Primal Fear, Gamma Ray), el productor alemán Sascha Paeth (Avantasia, Kamelot) y el bajista tunecino Anis Jouini (Myrath). El disco será lanzado a través sello discográfico REAPER ENTERTAINMENT EUROPE (Alemania), con distribución a través de Warner Music Group. 5

## Discografía

### Delain
Álbumes de estudio
- We Are The Others (2012)
- The Human Contradiction (2014)
- Moonbathers (2016)
- Apocalypse & Chill (2020)

EP
- Lunar Prelude (2016)
- Hunter's Moon (2019)

### Vengeance
Álbumes de estudio
- Soul Collector (2009)
- Crystal Eye (2012)
- Piece of Cake (2013)